# Пронин, Сергей Николаевич
Сергей Николаевич Пронин (19 августа 1958) — советский футболист, нападающий, тренер. Сыграл более 300 матчей за клуб «Океан» Керчь.

## Биография
В соревнованиях мастеров дебютировал в 22-летнем возрасте, в 1981 году в составе керченского «Океана», выступавшего во второй лиге. Провёл в составе клуба девять сезонов, сыграв за это время 309 матчей и забив 57 голов. Был лучшим бомбардиром своего клуба в сезонах 1987 (14 голов) и 1988 (16 голов). Участник контрольного матча сборной Крыма против сборной СССР в 1986 году (2:3).
В ходе сезона 1989 года перебрался в Финляндию, где выступал за клубы низших дивизионов — «ФиннПа», «Поннистус», «ПК-35». В составе «ФиннПа» стал победителем зонального турнира второго дивизиона Финляндии 1990 года и вторым призёром первого дивизиона 1991 года. В составе «Поннистуса» в 1992 году также победил в зональном второго дивизиона и вошёл в топ-10 лучших бомбардиров турнира (14 голов), играл в этом клубе вместе с Анатолием Давыдовым.
После завершения игровой карьеры остался в Финляндии. В 1997 году входил в тренерский штаб клуба «Вантаа», позднее работал в клубах «ПК-35» и «Йокерит». По состоянию на 2005 год был ассистентом Ари Тийттасена в «Альянсси».